# Typopeltis amurensis
Typopeltis amurensis är en spindeldjursart som först beskrevs av Tarnani 1889.  Typopeltis amurensis ingår i släktet Typopeltis och familjen Thelyphonidae. Inga underarter finns listade i Catalogue of Life.